# Железния юмрук (сериал)
„Железния юмрук“ (на английски: Iron Fist) е американски сериал, създаден от Скот Бък.
Базиран е на персонажа Железния юмрук на Марвел Комикс. Първият сезон на сериала съдържа 13 епизода и излиза в Netflix на 17 март 2017 г. Сериалът е част от Киновселената на Марвел. През юли 2016 г. сериалът е подновен за втори сезон от десет епизода, който се излъчва на 7 септември 2018 г.
На 12 октомври 2018 г. сериалът е отменен от Netflix, след два сезона.

## Резюме
В първия сезон, след като семейството му умира в експедиция за Китай, младия Дани Ранд е осиновен от хора в мистичния град К'ун-Лун, където се научава на магически боен стил и получава Железния юмрук. Завръщайки се в Ню йорк, след като всички го мислят за мъртъв, Ранд се бори с престъпниците, използвайки знанията си за кунг-фу и Железния юмрук.
Във втория сезон, след събитията в „Защитниците“, Ранд изпълнява обещанието си към Деърдевил и продължава да защитава града. Но стар приятел заплашва Железния му юмрук и тези, които са му най-скъпи.

## Актьорски състав
- Фин Джоунс – Дани Ранд / Железния юмрук
- Джесика Хенуик – Колийн Уинг / Железния юмрук
- Дейвид Уенъм – Харолд Мийчъм
- Том Пелфри – Уорд Мийчъм
- Джесика Струп – Джой Мийчъм
- Росарио Доусън – Клеър Темпъл
- Рамон Родригес – Бакудо
- Саша Дауан – Давос / Стоманения змей
- Алис Ийв – Мери Уолкър / Тифоидната Мери
- Симон Мисик – Мерседес „Мисти“ Найт